# MOS 65xx
MOS Technology 65xx – rodzina mikroprocesorów opracowanych przez MOS Technology, oparta na konstrukcji Motorola 6800, wprowadzona do produkcji w 1975 r. W skład rodziny wchodził model 6502 zastosowany w szeregu wczesnych komputerów osobistych oraz jego następca 6510.

## Komputery z procesorami rodziny MOS65xx
- Commodore VIC-20
- Commodore Plus/4
- Commodore 64
- Commodore 128 – wersja zmodyfikowana z 2 MHz zegarem
- Commodore 16
- Apple II, Apple IIc
- Atari 400
- Atari 800
- Atari 1200XL
- Atari 800XL
- Atari 600XL
- Atari 130XE
- Atari 65XE
- Atari XEGS